# Vương Quốc Thắng
Vương Quốc Thắng (sinh ngày 14 tháng 5 năm 1975) là Đại biểu Quốc hội nước Cộng hòa xã hội chủ nghĩa Việt Nam. Ông hiện là Ủy viên chuyên trách Ủy ban Khoa học, Công nghệ và Môi trường của Quốc hội, Đại biểu Quốc hội khóa XV từ Quảng Nam. Ông từng là Giám đốc của hai trung tâm thuộc Đại học Quốc gia Hà Nội là Trung tâm Chuyển giao tri thức và Hỗ trợ khởi nghiệp, và Trung tâm Phát triển Đại học Quốc gia Hà Nội.
Vương Quốc Thắng là đảng viên Đảng Cộng sản Việt Nam, học vị Kỹ sư Điện khí hóa, Cử nhân Luật, Tiến sĩ Kinh tế, Cao cấp lý luận chính trị. Ông có sự nghiệp từng công tác ở nhiều cơ quan, tổ chức, từ doanh nghiệp, trường học rồi tham gia hoạt động ở Quốc hội.

## Xuất thân và giáo dục
Vương Quốc Thắng sinh ngày 14 tháng 5 năm 1975, quê quán tại xã Đại Thành, huyện Yên Thành, tỉnh Nghệ An. Ông lớn lên và tốt nghiệp phổ thông ở Yên Thành, tốt nghiệp cấp III tại thành phố Vinh, học đại học ở Hà Nội và có hai bằng đại học gồm Kỹ sư Điện khí hóa và Cử nhân Luật. Ông tiếp tục học cao học, là nghiên cứu sinh ngành quản trị kinh doanh, bảo vệ thành công luận án tiến sĩ đề tài "Năng lực cạnh tranh của ngành cao su Việt Nam trong quá trình hội nhập quốc tế", rồi trở thành Tiến sĩ Kinh tế năm 2014. Ông được kết nạp Đảng Cộng sản Việt Nam vào ngày 6 tháng 2 năm 2013, trở thành đảng viên chính thức sau đó 1 năm, từng theo học các khóa chính trị cũng ở Học viện Chính trị Quốc gia Hồ Chí Minh và tốt nghiệp Cao cấp lý luận chính trị. Nay ông thường trú ở phường Phú Thượng, quận Tây Hồ, thành phố Hà Nội.

## Sự nghiệp
Tháng 7 năm 2000, Vương Quốc Thắng bắt đầu sự nghiệp ở vị trí nhân viên thử việc tại Phòng Kế hoạch của Công ty Thăng Long thuộc Bộ Công an. Sau đó nửa năm, ông chuyển sang công tác tại Công ty Bình Minh – một công ty khác thuộc Bộ Công an, làm việc 2 năm cho đến tháng 11 năm 2002 thì trở lại Công ty Thăng Long và làm việc ở Xí nghiệp Điện tử. Tháng 3 năm 2009, ông là chuyên viên Văn phòng đại diện Tập đoàn Công nghiệp Cao su Việt Nam tại Hà Nội, cho đến tháng 12 năm 2010 thì được tuyển dụng vào Đại học Quốc gia Hà Nội, là Phó Chánh Văn phòng, kiêm Trợ lý Giám đốc Đại học Quốc gia Hà Nội Mai Trọng Nhuận. Tháng 12 năm 2011, ông kiêm nhiệm thêm một vị trí là Giám đốc Trung tâm Phát triển Đại học Quốc gia Hà Nội, dần miễn nhiệm các chức vụ khác và tập trung công tác ở Trung tâm Phát triển Đại học Quốc gia Hà Nội từ tháng 5 năm 2013, đồng thời là Bí thư Chi bộ của trung tâm. Tháng 3 năm 2017, ông kiêm nhiệm vị trí Giám đốc Trung tâm Chuyển giao tri thức và Hỗ trợ khởi nghiệp, Đại học Quốc gia Hà Nội, chuyển sang tập trung ở trung tâm mới từ tháng 4 cùng năm.
Năm 2021, Vương Quốc Thắng được Ủy ban Thường vụ Quốc hội giới thiệu tham gia ứng cử đại biểu Quốc hội từ Quảng Nam, tại đơn vị bầu cử số 1 gồm thị xã Điện Bàn, huyện Đại Lộc, Đông Giang, Tây Giang, Nam Giang, Phước Sơn, rồi trúng cử Đại biểu Quốc hội khóa XV với tỷ lệ 70,35%. Ngày 23 tháng 7 năm 2021, ông được phê chuẩn làm Ủy viên chuyên trách Ủy ban Khoa học, Công nghệ và Môi trường của Quốc hội.